# نادیا استاوکو
نادیا استاوکو (به انگلیسی: Nadiya Stavko) (زادهٔ ۳ مهٔ ۱۹۵۸) شناگر اهل شوروی است.